# Robiquetia trukensis
Robiquetia trukensis là một loài thực vật có hoa trong họ Lan. Loài này được Tuyama miêu tả khoa học đầu tiên năm 1941.